# ルル姫
ルル姫（原題：루루공주）は2005年に韓国SBSで制作・放送されたテレビドラマ（韓国ドラマ）である。主演はチョン・ジュノ、キム・ジョンウン。

## 登場人物
- コ・ヒス：キム・ジョンウン
- カン・ウジン：チョン・ジュノ
- キム・チャンホ：キム・フンス
- パク：クム・ボラ
- コ会長：イ・スンジェ
- コ・ソン：イ・スンウ
- イ・ジェギョン：イ・ウィジョン
- チャン会長：ユン・ソジョン

## スタッフ
- 演出：ソン・ジョンヒョン
- 脚本：クォン・ソヨン

## 各種問題
当初はキム・ジョンウン、チョン・ジュノなど豪華な主演陣で高い視聴率が期待されており、初回が17.8%、2回が22.5%という予想通りの高い伸びを見せた。しかしドラマ内でのキャディー卑下や、協賛会社のロゴや製品を連想させる場面を繰り返し放送する間接広告など、問題が続出し視聴率は急落。第14話以降は主演のキム･ジョンウンが自身のHPでドラマ製作方法や非現実的な登場人物を批判する書き込みをしたうえ、ドラマ出演を拒否するなど、更に波紋は広がり一時は視聴率が一桁台にまで下がり数々の危機に直面した。後半は製作側が視聴者と主演俳優らの要求を取り入れた構成で展開し、最終回は何とか二桁まで持ち直して視聴率は11.9%で放送を終了。

## 韓国外の反応
韓国では様々な物議をかもしたが、製作会社のポイボス社が香港のスターテレビと94万ドルの版権契約を結ぶなど、韓国外での契約は好調で、当時の韓国ドラマ契約金額では最高額での契約となった。

## 関連商品

### DVD
- ルル姫 BOX- I（PCBG-60751 ポニーキャニオン）
  - 第1話　“姫”と“王子”の出会い
  - 第2話　ウジンの恋愛マニュアル
  - 第3話　交わされた契約
  - 第4話　思わぬ再会
  - 第5話　嵐の一夜
  - 第6話　初めての恋、本気の恋
  - 第7話　失恋の産物
  - 第8話　デザイナー誕生
  - 第9話　男たちの勝負
  - 第10話　届かぬ想い

- ルル姫 BOX- II（PCBG-60752 ポニーキャニオン） 
  - 第11話「非情な仕打ち」
  - 第12話「ゼロからの出発」
  - 第13話「深まる絆」
  - 第14話「望まざる婚約」*
  - 第15話「恋の逃避行」
  - 第16話「仕掛けられた罠」
  - 第17話「再起への障壁」
  - 第18話「希望の光」
  - 第19話「試される信頼」
  - 第20話「“姫”の恋の結末」

### 主題歌
- ソ・ヨンウン  - 『Shine』